# 2016-os WTCC magyar nagydíj
A 2016-os WTCC magyar nagydíj volt a 2016-os túraautó-világbajnokság harmadik fordulója. 2016. április 24-én rendezték meg a Hungaroring-en, Mogyoródon.

## Időmérő
| Poz. | #  | Versenyző           | Csapat                | Autó                    | Kat. | 1. rész  | 2. rész  | 3. rész  | Pont |
| ---- | -- | ------------------- | --------------------- | ----------------------- | ---- | -------- | -------- | -------- | ---- |
| 1    | 37 | José María López    | Citroën Total WTCC    | Citroën C-Elysée WTCC   |      | 1:46,261 | 1:46,399 | 1:46,109 | 5    |
| 2    | 9  | Tom Coronel         | ROAL Motorsport       | Chevrolet RML Cruze TC1 | WT   | 1:46,929 | 1:46,457 | 1:46,718 | 4    |
| 3    | 12 | Rob Huff            | Honda Racing Team JAS | Honda Civic WTCC        |      | 1:46,706 | 1:46,349 | 1:46,833 | 3    |
| 4    | 18 | Tiago Monteiro      | Honda Racing Team JAS | Honda Civic WTCC        |      | 1:46,843 | 1:46,419 | 1:46,895 | 2    |
| 5    | 62 | Thed Björk          | Polestar Cyan Racing  | Volvo S60 WTCC          |      | 1:46,722 | 1:46,493 | 1:46,980 | 1    |
| 6    | 5  | Michelisz Norbert   | Honda Racing Team JAS | Honda Civic WTCC        |      | 1:46,920 | 1:46,597 |          |      |
| 7    | 10 | Nicky Catsburg      | LADA Sport Rosneft    | Lada Vesta WTCC         |      | 1:46,859 | 1:46,725 |          |      |
| 8    | 68 | Yvan Muller         | Citroën Total WTCC    | Citroën C-Elysée WTCC   |      | 1:47,358 | 1:46,824 |          |      |
| 9    | 61 | Fredrik Ekblom      | Polestar Cyan Racing  | Volvo S60 WTCC          |      | 1:46,993 | 1:46,831 |          |      |
| 10   | 25 | Mehdi Bennani       | Sébastien Loeb Racing | Citroën C-Elysée WTCC   | WT   | 1:46,813 | 1:47,078 |          |      |
| 11   | 3  | Tom Chilton         | Sébastien Loeb Racing | Citroën C-Elysée WTCC   | WT   | 1:47,247 | 1:47,159 |          |      |
| 12   | 2  | Gabriele Tarquini   | LADA Sport Rosneft    | Lada Vesta WTCC         |      | 1:46,633 | 1:47,170 |          |      |
| 13   | 7  | Hugo Valente        | LADA Sport Rosneft    | Lada Vesta WTCC         |      | 1:47,484 |          |          |      |
| 14   | 27 | John Filippi        | Campos Racing         | Chevrolet RML Cruze TC1 | WT   | 1:47,704 |          |          |      |
| 15   | 11 | Grégoire Demoustier | Sébastien Loeb Racing | Citroën C-Elysée WTCC   | WT   | 1:47,751 |          |          |      |
| 16   | 77 | René Münnich        | Münnich Motorsport    | Chevrolet RML Cruze TC1 | WT   | 1:47,900 |          |          |      |
| 17   | 55 | Ficza Ferenc        | Zengő Motorsport      | Honda Civic WTCC        | WT   | 1:48,707 |          |          |      |

Megjegyzés:
- WT – WTCC Trophy

## MAC 3
| Poz. | Gyártó  | Autó                  | Idő      | Különbség | Pont |
| ---- | ------- | --------------------- | -------- | --------- | ---- |
| 1    | Honda   | Honda Civic WTCC      | 3:41,712 |           | 10   |
| 2    | Citroën | Citroën C-Elysée WTCC | 4:11,538 | +29,826   | 8    |
| 3    | Lada    | Lada Vesta WTCC       | 4:13,028 | +31,316   | 6    |

## Első futam
| Poz. | #  | Versenyző           | Csapat                | Autó                    | Kat. | Futott kör | Idő/Kiesés oka | Rajthely | Pont |
| ---- | -- | ------------------- | --------------------- | ----------------------- | ---- | ---------- | -------------- | -------- | ---- |
| 1    | 25 | Mehdi Bennani       | Sébastien Loeb Racing | Citroën C-Elysée WTCC   | WT   | 14         | 30:49,813      | 1        | 25   |
| 2    | 3  | Tom Chilton         | Sébastien Loeb Racing | Citroën C-Elysée WTCC   | WT   | 14         | +3,313         | 11       | 18   |
| 3    | 10 | Nicky Catsburg      | LADA Sport Rosneft    | Lada Vesta WTCC         |      | 14         | +6,367         | 4        | 15   |
| 4    | 61 | Fredrik Ekblom      | Polestar Cyan Racing  | Volvo S60 WTCC          |      | 14         | +13,918        | 2        | 12   |
| 5    | 2  | Gabriele Tarquini   | LADA Sport Rosneft    | Lada Vesta WTCC         |      | 14         | +14,566        | 12       | 10   |
| 6    | 7  | Hugo Valente        | LADA Sport Rosneft    | Lada Vesta WTCC         |      | 14         | +29,575        | 13       | 8    |
| 7    | 11 | Grégoire Demoustier | Sébastien Loeb Racing | Citroën C-Elysée WTCC   | WT   | 14         | +34,530        | 15       | 6    |
| 8    | 27 | John Filippi        | Campos Racing         | Chevrolet RML Cruze TC1 | WT   | 14         | +47,518        | 14       | 4    |
| 9    | 77 | René Münnich        | Münnich Motorsport    | Chevrolet RML Cruze TC1 | WT   | 14         | +1:48,021      | 16       | 2    |
| 10   | 12 | Rob Huff            | Honda Racing Team JAS | Honda Civic WTCC        |      | 14         | +1:58,809      | 8        | 1    |
| 11   | 18 | Tiago Monteiro      | Honda Racing Team JAS | Honda Civic WTCC        |      | 14         | +2:26,774      | 7        |      |
| 12   | 68 | Yvan Muller         | Citroën Total WTCC    | Citroën C-Elysée WTCC   |      | 13         | +1 kör         | 3        |      |
| 13   | 37 | José María López    | Citroën Total WTCC    | Citroën C-Elysée WTCC   |      | 13         | +1 kör         | 10       |      |
| 14   | 9  | Tom Coronel         | ROAL Motorsport       | Chevrolet RML Cruze TC1 | WT   | 13         | +1 kör         | 9        |      |
| 15   | 62 | Thed Björk          | Polestar Cyan Racing  | Volvo S60 WTCC          |      | 13         | +1 kör         | 6        |      |
| Ni   | 5  | Michelisz Norbert   | Honda Racing Team JAS | Honda Civic WTCC        |      | 0          |                |          |      |
| Kiz  | 55 | Ficza Ferenc        | Zengő Motorsport      | Honda Civic WTCC        | WT   | 14         | +52,927        | 17       |      |

- WT - WTCC Trophy

## Második futam
| Poz. | #  | Versenyző           | Csapat                | Autó                    | Kat. | Futott kör | Idő/Kiesés oka | Rajthely | Pont |
| ---- | -- | ------------------- | --------------------- | ----------------------- | ---- | ---------- | -------------- | -------- | ---- |
| 1    | 37 | José María López    | Citroën Total WTCC    | Citroën C-Elysée WTCC   |      | 17         | 38:37,180      | 1        | 25   |
| 2    | 68 | Yvan Muller         | Citroën Total WTCC    | Citroën C-Elysée WTCC   |      | 17         | +2,821         | 8        | 18   |
| 3    | 18 | Tiago Monteiro      | Honda Racing Team JAS | Honda Civic WTCC        |      | 17         | +14,981        | 4        | 15   |
| 4    | 62 | Thed Björk          | Polestar Cyan Racing  | Volvo S60 WTCC          |      | 17         | +18,026        | 5        | 12   |
| 5    | 3  | Tom Chilton         | Sébastien Loeb Racing | Citroën C-Elysée WTCC   | WT   | 17         | +19,834        | 11       | 10   |
| 6    | 12 | Rob Huff            | Honda Racing Team JAS | Honda Civic WTCC        |      | 17         | +24,535        | 3        | 8    |
| 7    | 9  | Tom Coronel         | ROAL Motorsport       | Chevrolet RML Cruze TC1 | WT   | 17         | +26,979        | 2        | 6    |
| 8    | 25 | Mehdi Bennani       | Sébastien Loeb Racing | Citroën C-Elysée WTCC   | WT   | 17         | +27,898        | 10       | 4    |
| 9    | 7  | Hugo Valente        | LADA Sport Rosneft    | Lada Vesta WTCC         |      | 17         | +36,557        | 13       | 2    |
| 10   | 5  | Michelisz Norbert   | Honda Racing Team JAS | Honda Civic WTCC        |      | 17         | +36,867        | 6        | 1    |
| 11   | 61 | Fredrik Ekblom      | Polestar Cyan Racing  | Volvo S60 WTCC          |      | 17         | +42,681        | 9        |      |
| 12   | 27 | John Filippi        | Campos Racing         | Chevrolet RML Cruze TC1 | WT   | 17         | +50,959        | 14       |      |
| 13   | 10 | Nicky Catsburg      | LADA Sport Rosneft    | Lada Vesta WTCC         |      | 17         | +58,529        | 7        |      |
| 14   | 77 | René Münnich        | Münnich Motorsport    | Chevrolet RML Cruze TC1 | WT   | 15         | +2 kör         | 16       |      |
| Ki   | 2  | Gabriele Tarquini   | LADA Sport Rosneft    | Lada Vesta WTCC         |      | 5          |                | 12       |      |
| Ki   | 11 | Grégoire Demoustier | Sébastien Loeb Racing | Citroën C-Elysée WTCC   | WT   | 2          |                | 15       |      |
| Kiz  | 55 | Ficza Ferenc        | Zengő Motorsport      | Honda Civic WTCC        | WT   | 17         | +1:13,924      | 17       |      |

- WT - WTCC Trophy

## Külső hivatkozások
- Hivatalos nevezési lista
- Az időmérő eredménye
- A MAC 3 eredménye
- Az 1. futam hivatalos eredménye
- A 2. futam hivatalos eredménye